# Finsko-novgorodske vojne
Finsko-novgorodske vojne so bile niz spopadov med finskimi plemeni v vzhodni Fenoskandiji in Novgorodsko republiko od 11. ali 12. stoletja do začetka 13. stoletja. Finsko-novgorodske vojne so morda prispevale k švedski osvojitvi zahodne Finske okoli leta 1249. 
Izraz Jem, ki se v ruskih kronikah uporablja za  označevanje sovražnika Novgoroda, je nejasen in se je verjetno nanašal na več različnih skupin, čeprav etimološko izhaja iz finske besede Häme, ki  pomeni Tavastija. Nekatere od skupin, identificiranih kot Jemi, so bili morda prebivalci Tavastije v južni osrednji Finski, Zahodni Finci na splošno ali podskupina Karelov s severne obale Ladoškega jezera, potomci Zahodnih Fincev, ki so se tja preselili že prej.

## Začetki
Edini znani pisni viri o jemsko-novgorodskih vojnah so srednjeveške ruske kronike. Novgorodci in Jemi so imeli pogoste konflikte od 11. ali 12. stoletja dalje. Vzhodni finski Votijci, Koreli, na splošno ali natančneje Kareli na jugovzhodni obali Ladoge, in Ižori so vsi omenjeni kot zavezniki Novgoroda. Zanje je veljalo, da so se borili proti Jemom tudi brez neposredne vpletenosti Novgoroda, verjetno za ozemlja  v osrednji in vzhodni Finski. Ozemeljskl spori so se kazali v vsakoletnih povračilnih pohodih, v katerih so neusmiljeno ravnali s pripadniki nasprotnih plemen.
Najzgodnejša omemba sovražnosti je verjetno v Lavrentijevem letopisu, ki mimogrede omenjajo, da je bil novgorodski knez Vladimir Jaroslavič v vojni z Jemi leta 1042. Jemi so omenjeni tudi v Primarni kroniki kot podložniki Novgoroda, potem pa so izginili iz primarnih virov.
Konflikti so se zagotovo začeli v zgodnjem 12. stoletju, vendar so podatki o njih izredno skopi.
Po Novgorodski prvi kroniki so bili novgorodski knez Vsevolod Mstislavič in njegove čete iz Novgoroda v vojni z Jemi med veliko lakoto leta 1123. Kronika ne omenja niti razvoja dogodkov niti njihovega konca.
Jemi so leta 1142 opustošili novgorodsko ozemlje in bili nato pri Ladoškem jezeru poraženi. Izgubili so 400 mož. Po naključju ali ne, so isto leto Novgorod napadli tudi Švedi. Koreli, tokrat pod novgorodskim vplivom, so se vojskovali s Švedi naslednje leto. Bili so prisiljeni na beg in izgubili dve ladji.
Jemi so ponovno napadli Ruse leta 1149 z vojsko tisoč mož. Novgorodska vojska 500 mož jih je zasledovala in jih s pomočjo zaveznikov Votov popolnoma porazila. Voti, ki so kasneje izumrli, so živeli južno od današnjega Sankt Peterburga, kar kaže na najgloblji napad, ki so ga Jemi kdaj izvedli na novgorodsko ozemlje.
Po dolgem premoru v odprtih sovražnostih,  vsaj v kronikah, je Novgorodec po imenu Višata Vasiljevič leta 1186 povedel svoje čete proti Jemom in se vrnil nepoškodovan in z ujetniki. Iz poročila ni razvidno, ali je napadel Jeme ali se je branil pred njegovim napadom. Razlogi za ponovne spopade niso znani.
Koreli so spremljali Novgorodce pri še enem napadu na Jeme leta 1191. Tokratni boji naj bi očitno potekali v "deželi Jemov", kar je prvi tak zapis v ruskih kronikah. Napadalci so "požgali deželo in pobili živino". Hipotetično bi lahko šlo za isti napad, ki je bil omenjen v mnogo kasnejši švedski kroniki Chronicon episcoporum Finlandensium iz sredine 16. stoletja, ki jo je napisal škof Paulus Juusten. Kronika omenja, da so Novgorodci zažgali Turku leta 1198, v času škofa Folquina. Ruske kronike spopada tistega leta ne omenjajo. Sedanji Turku pred koncem 13. stoletja ni obstajal. Naziv Turku je prvotno pomenil  "tržnica". Vse kaže, da je bilo v tistem času nekaj Turkujev tudi v drugih delih države.
Po teh dogodkih več desetletij ni podatkov o kakšnih novgorodskih konfliktih. Prav tako je nemogoče potrditi, da je Novgorod po vojni leta 1191 za nekaj časa  zasedel dele Finske ali Karelije. Kasnejši zapis v kroniki iz sredine 1220. let  pravi, da novgorodski knezi niso mogli prebivati v deželi Jem.

## Vpletenost Švedske in papeža
Istočasno sta bila v sporu tudi Švedska in Novgorod. Papež Aleksander III. se v svojem pismu uppsalskemu nadškofu in švedskemu Jarlu Gottormu leta 1171 ali 1172 morda sklicuje na boj Fincev proti Novgorodu z zahtevo, da Švedska prevzame finske trdnjave v zameno za zaščito. V poznem 15. stoletju je zgodovinar Ericus Olai trdil, da je bil verjetno škof Kol iz Linköpinga (umrl okoli 1196) "jarl Finske" (slovensko velmož Finske, latinsko Dux Finlandiae), ki je vodil švedske čete, začasno nameščene na Finskem. Škof Kol je morda imel podobno vojaško vlogo kot  Jon Jarl, ki je domnevno preživel devet let v tujini v boju proti Novgorodcem in Ingrijcem ob koncu 12. stoletja.
Omembe vredna je tudi tako imenovana prva švedska križarska vojna, ki je po več virih iz 15. stoletja potekala leta 1150. Križarska vojna je znana le iz poznejših legend, ki so jo, če je sploh bila, predstavljale kot krščansko misijo, ki jo je vodil "sveti kralj za krst poganov". Zdi se, da je vojna sledila izjemno razgibanim 1140. letom, ko so se Jemi in Švedi borili proti Novgorodu. Nekateri zgodovinarji so vojno razumeli kot neposredno reakcijo na spodletelo ekspedicijo Jemov leta 1149 in jo povezovali s sodelovanjem, ki ga je omenil papež 20 let pozneje.
Leta 1221 je bil papež Honorij III. ponovno zaskrbljen nad stanjem, potem ko je od uppsalskega nadškofa prejel zaskrbljujoče informacije. Pooblastil je neimenovanega finskega škofa, da uvede trgovinski embargo proti "barbarom", ki so ogrožali krščanstvo na Finskem. Narodnost "barbarov", domnevno citat iz prejšnjega nadškofovega pisma, ostaja neznanka in je morda ni poznal niti papež. Ko je bil trgovinski embargo osem let kasneje razširjen, je bilo posebej rečeno, da je usmerjen proti Novgorodu.
Ruski viri omenjajo švedsko-jemsko sodelovanje najzgodneje leta 1240. Jemi in Sumi  so bili verjetno Tavasti in obalni Finci, ki jih omenjajo ruski viri do zgodnjega 14. stoletja kot zaveznike Švedov  v malo dokumentirani bitki ob Nevi. Prva zanesljiva omemba, da so bili Jemi del švedskih sil, je iz leta 1256, sedem let po konvencionalnem datiranju tako imenovane druge švedske križarske vojne.

## Zadnja vojna
Zadnji znani spopad med Jemi  in Novgorodom se je zgodil v 1220. letih po desetletjih miru, vsaj v kronikah. Potem ko je veliki vladimirski knez Jaroslav II.  do leta 1222 zavaroval svojo oblast v Novgorodu, je organiziral vrsto napadov na Estonijo, Jem in Karelijo. Ofenziva proti Jemom je potekala pozimi 1226–1627.
Iste zime je Vsevolodov sin Jaroslav zapustil Novgorod in čez morje odplul proti Jemu, kjer ni mogel prebivati noben novgorodski knez. Osvojil je deželo ter se vrnil v Novgorod z mnogo ujetniki in slavil Boga. Ko tisti, ki so ga spremljali, niso mogli obvladati vseh ujetnikov, so jih nekaj pobili, veliko več pa izpustili.
-- Lavrentijev letopis
Jemska povračilna odprava poleti 1228 proti Stari Ladogi, domnevno z več kot 2000 možmi, se je končala katastrofalno, kot piše Novgorodska prva kronika.
Jemi so se prišli na Ladoško jezero vojskovat in glas o tem je prišel v Novgorod na dan Kristusovega vnebohoda. In Novgorodci so vzeli svoje barke in s knezom Jaroslavom odveslali do Ladoge. Vladislav, sodni izvršitelj v Ladogi, in prebivalci Ladoge niso čakali na Novgorodce, ampak so šli za njimi (Finci) v čolnih, se srečali z njimi in z njimi bojevali. In potem je prišla noč in oni (prebivalci Ladoge) so pristali na otoku, toda Finci so bili tam na obali z ujetniki; kajti bojevali so se blizu jezera blizu pristanišča in v Olonecu. Še isto noč so prosili za mir, a sodni izvršitelj in Ladožani jim  niso ugodili; in pobili so vse ujetnike in pobegnili v gozdove, potem ko so zapustili svoje ladje. Veliko jih je tam padlo, a njihovi čolni so zgoreli. In tistih, ki so prišli, jih je bilo pobitih 2000 ali več, Bog ve; ostali, ki niso pobegnili, pa so bili vsi pobiti.
Zdi se, da je bila ta vojna zadnji jemsko-novgorodski spopad. Na podlagi papeških pisem iz leta 1229
 je neznani finski škof izkoristil kaotične razmere in prevzel nekrščanske bogoslužne prostore in sedež preselil na "primernejšo" lokacijo. Na škofovo zahtevo je papež uvedel trgovinski embargo tudi proti Novgorodcem na Baltiku vsaj v Visbiju, Rigi in Lübecku. Nekaj let pozneje je papež od Livonskih bratov meča zahteval tudi pošiljanje vojakov za zaščito Finske. Ali je sploh prišel kakšen vitez, ostaja neznanka.
Novgorodske vojne so bile dejavnik, ki je prispeval k švedski osvojitvi Finske okoli leta 1249.  Pod švedsko oblastjo so se na Finskem nadaljevale kot del švedsko-novgorodskih in kasneje švedsko-ruskih vojn.